# Oost-Limburgs-Ripuarisch

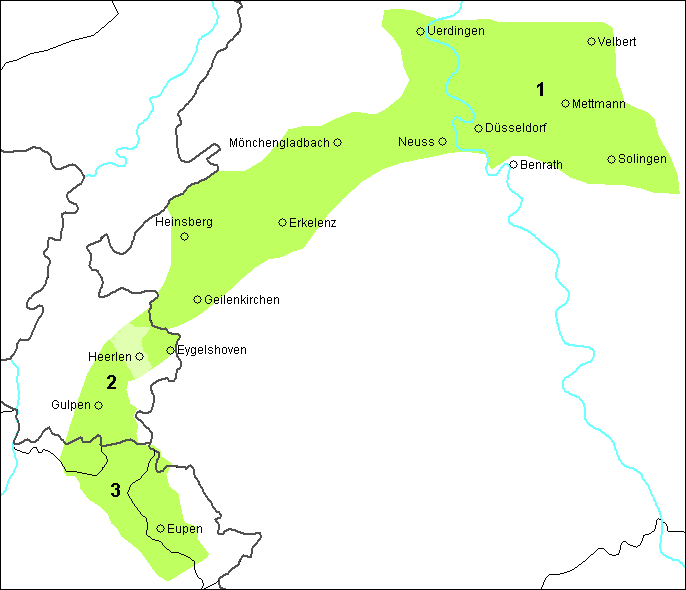
Het Oost-Limburgs-Ripuarisch dialectgebied.
Subdialecten: 1. Bergisch, 2. Zuidoost-Limburgs, 3. Platdiets. In lichtgroen het gebied waar Heerlens-Nederlands overheerst.
Het Limburgs-Ripuarisch loopt in het oosten in het Bergisch over. Uerdingen en Benrath markeren mede de grenslijnen.

Oost-Limburgs-Ripuarisch is de groep van taalkundig Limburgse dialecten die gesproken worden in een zone die door drie landen – Nederland, België en Duitsland – loopt. Het betreffende taalgebied ligt grotendeels in de Duitse Nederrijn en loopt oostwaarts naar de Rijn tussen Uerdingen (bij Krefeld) en Düsseldorf, maar steekt nog ver daarover, waar het dialect Bergisch genoemd wordt. In Nederlands-Limburg loopt het over het oostelijk deel van het heuvelland (Oostelijk Zuid-Limburgs) tot aan Eupen in België, waar het Platdiets of Geullands wordt genoemd. Een samenvattende, historiserende term is ''Karolingisch Frankisch''.  Als alternatieve, geografisch oriënterende term voor deze variant is ook wel geopperd:  ''Drielandenlimburgs''. 
Het gebied is in Nederland door zijn geringe omvang van minder betekenis dan dat van het Oost-Limburgs. Het vormt een overgangsstrook die aansluit op het Ripuarisch. Sommige onderzoekers behandelen deze beide gebieden als een geheel, vanwege de Ripuarische inslag. Dit Oostelijk Zuid-Limburgs wordt vooral geassocieerd met de Oostelijke Mijnstreek, hoewel het zich niet geheel daartoe beperkt. Het oorspronkelijke dialect is in Heerlen en omstreken overvleugeld door het Heerlens-Nederlands, een overwegend op het Standaardnederlands gebaseerde lingua franca die opkwam tijdens de steenkoolmijnbouwperiode in de 20e eeuw toen de bevolking explosief steeg met immigranten van buiten de regio.

## Afbakening

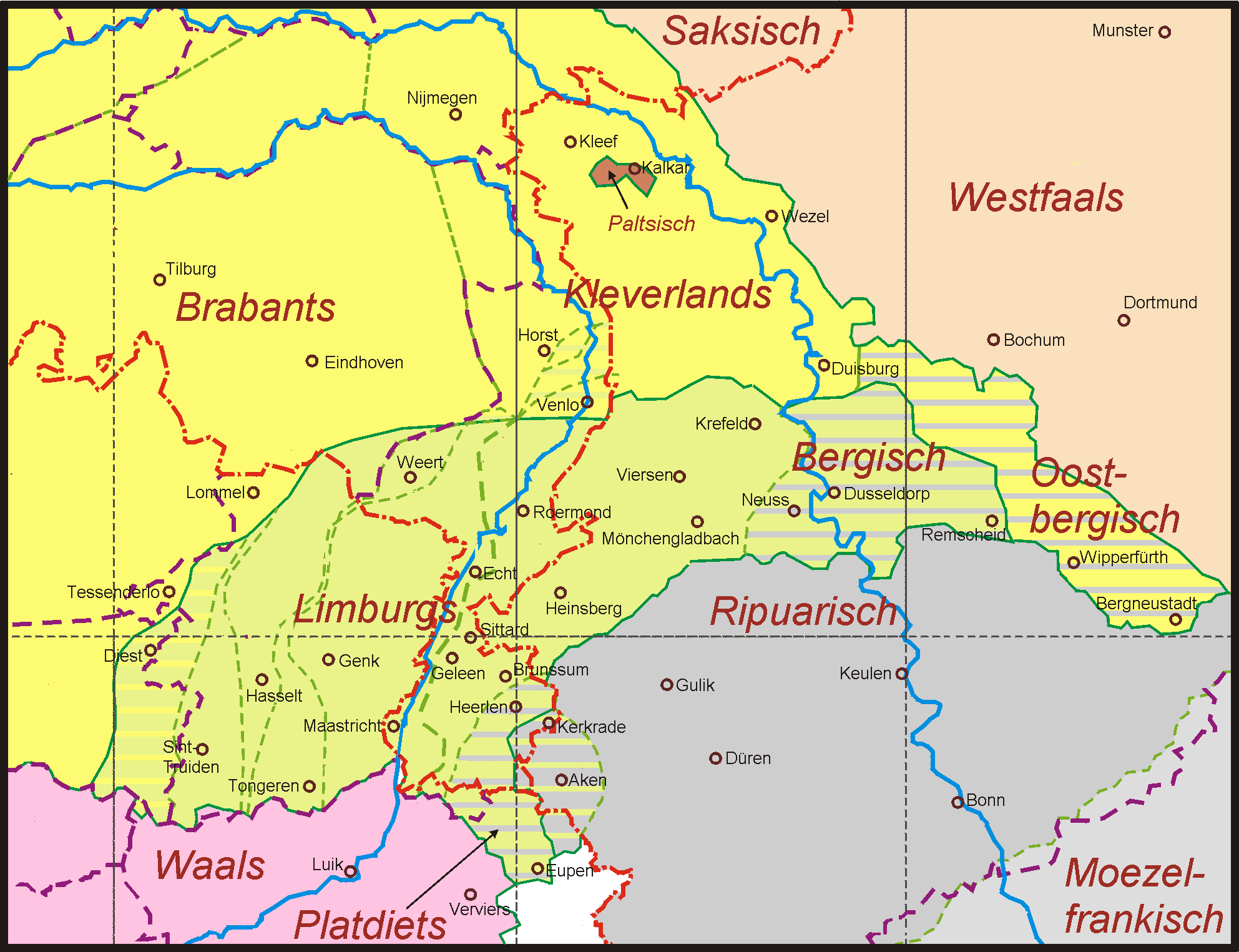
HET LIMBURGS TAALLANDSCHAP
Het Limburgs-Nederrijnse dialectcontinuüm

In het noorden en oosten wordt het Oost-Limburgs-Ripuarisch afgebakend door de Uerdinger linie (ik/ich), in het noordwesten vormt de-lik/-lich- isoglosse de grens met het Oost-Limburgs. In het zuidoosten is de Benrather linie (maken/machen) de grens. 

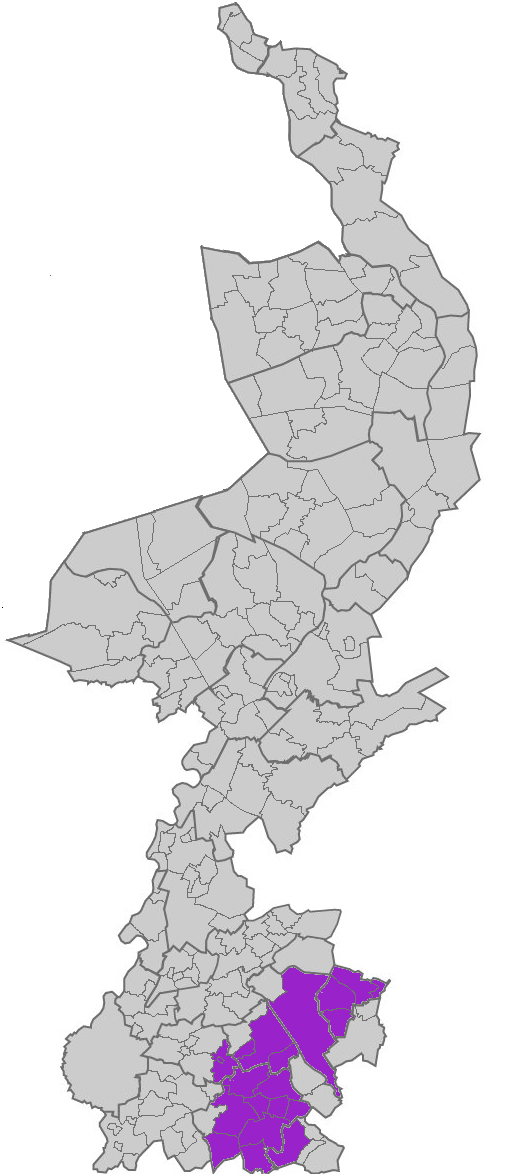
Kaart van het Oost-Limburgs-Ripuarische taalgebied in Nederlands-Limburg

De Oost-Limburgs-Ripuarische overgangszone beslaat in Nederland en België een betrekkelijk klein gebied, maar vormt wel een aanzienlijke strook in de Duitse Nederrijn, waarmee het Oost-Limburgs gekleurde taalgebied zijn totale omvang verdubbelt. De Oost-Limburgs-Ripuarische overgangszone vormt een volgende, diepere schil binnen de Rijnlandse waaier, die in vele lagen verloopt van de Uerdinger linie (in het noorden, de grens tussen het Kleverlands en het Limburgs) tot de Spierse linie (in het zuiden, de grens tussen Middel- en Hoogduits).

### Invloed van Aken
Het stadsdialect van Aken („Öcher Platt“) is zeer verwant met de aangrenzende Ripuarische dialecten in Zuidoost-Limburg rond het Drielandenpunt, zoals het dialect van Vaals (Vols), ('t "Völzer"), dat van Bocholtz (Boches) ('t "Bocheser") en dat van Kerkrade (Kirchroa) ('t "Kirchröadsjer"). In zoverre kan dit gebied extra markering verdienen, die doorklinkt in de term Karolingisch Frankisch, alsook in de geografische aanduiding Drielandenlimburgs. Een ander dominant stadsdialect van het Ripuarisch is het Keuls.

### Voerstreek
De onderverdeling van het Nederlandse Limburgs is in microformaat terug te vinden in de Belgische Voerstreek. Ook daar zijn de dialecten te verdelen in drie varianten: (1) het Westelijk Voerens (Moelingen), (2) het Centraal-Voerens ('s-Gravenvoeren), (3) het Oostelijk Voerens (Sint-Martens-Voeren, Sint-Pieters-Voeren, de Plank, Teuven en Remersdaal). Het laatste behoort tot het Oost-Limburgs-Ripuarisch, het tweede tot het Oost-Limburgs en het eerste tot het Centraal-Limburgs (als het Maastrichts).